# تيم هومر
تيم هومر (بالإنجليزية: Tim Homer)‏ هو دي جي إذاعي ‏ نيوزيلندي، ولد في 1973، وتوفي في 6 أغسطس 2017.